# Лоихи
Лоихи (гав. Lōʻihi) — подводный действующий вулкан, расположенный примерно в 30 километрах к юго-востоку от берегов острова Гавайи.

## Описание

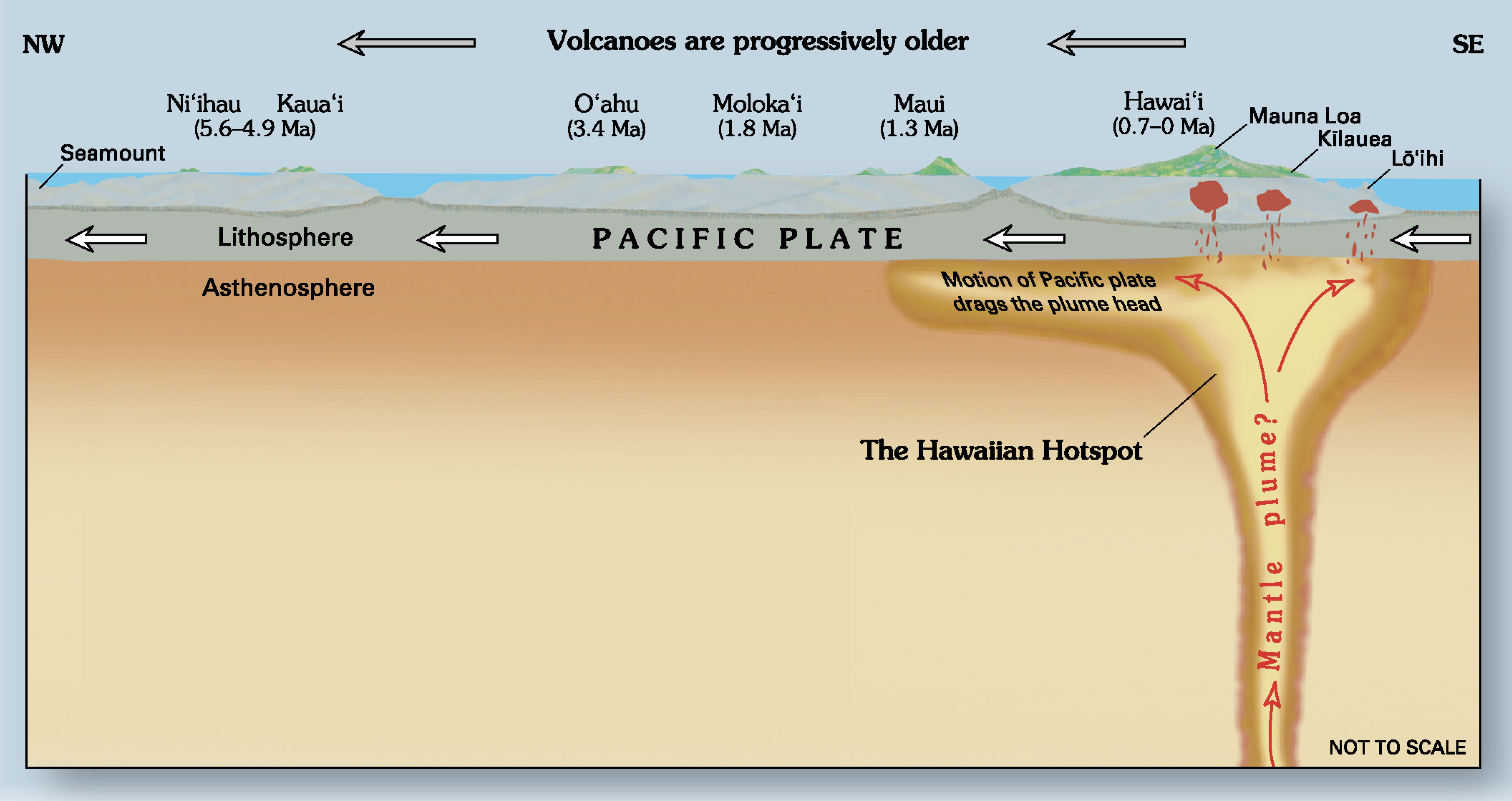
Схема образования Гавайского архипелага

Лоихи — самый молодой вулкан Гавайских островов. В отличие от большинства активных вулканов в Тихом океане, он не входит в Тихоокеанское вулканическое огненное кольцо, а вместе с другими вулканами Гавайской гряды является классическим примером горячей точки.
Его вершина находится в 975 метрах от поверхности океана..
Вулкан поднимется из океана примерно через 100 тысяч лет.

## В культуре
В мире будущего, в мультсериале «Футурама», в шестом сезоне, второй эпизод «In-A-Gadda-Da-Leela». Лила и Зэпп в результате космического кораблекрушения попали на уже поднявшийся остров Лоихи (Lo’ihi) в Тихом океане (Земля). На острове живёт говорящая змея, которая выдаёт себя за Змея-искусителя, а остров за Эдем.